# 第十一代拉特蘭公爵大衛·曼納斯
第十一代拉特蘭公爵大衛·查爾斯·羅伯特·曼納斯（英語：David Charles Robert Manners, 11th Duke of Rutland；1959年5月8日—）是一名英格蘭貴族及英國土地主。他在繼承爵位前曾使用格蘭比侯爵（Marquess of Granby）作為禮節性頭銜。

## 生平
大衛·曼納斯是第十代拉特蘭公爵查爾斯·曼納斯的長子，他的生母則是查爾斯的第二任妻子弗朗西絲·斯威尼。他在1999年1月4日父親去世後繼承了他的爵位和頭銜。
拉特蘭公爵家族的祖宅是座落於萊斯特郡北部的貝爾沃城堡。《星期日泰晤士報》於2013年出版的富豪榜估計他的個人財富高達約1.25億英鎊，但他曾不得不賣掉一幅畫作以維持貝爾沃城堡的運作。
大衛一直是英國獨立黨的高調支持者，並曾為獨立黨在貝爾沃城堡多次舉辦籌款活動。他在1999年前以保守黨籍身份擔任英國上議院議員，其後曾在1999年代表獨立黨出選上議院首次世襲貴族選舉，更在2005年至2016年間多次參與英國上議院補選。
2005年夏季，公爵購回了於1880年代左右為第六代拉特蘭公爵查爾斯·曼納斯建造、位於萊斯特郡克尼普頓的狩獵小屋。公爵夫人主導了小屋的翻新工程，並將其更名為曼納斯紋章酒店（Hotel The Manners Arms）。
公爵在2018年7月因發佈一則邀請演員在貝爾沃城堡無償演出的廣告而受到批評。該則廣告遭英國演員工會質疑，指要求演員無薪演出是「不可接受的」。公爵其後移除了該則廣告。

## 婚姻與子嗣

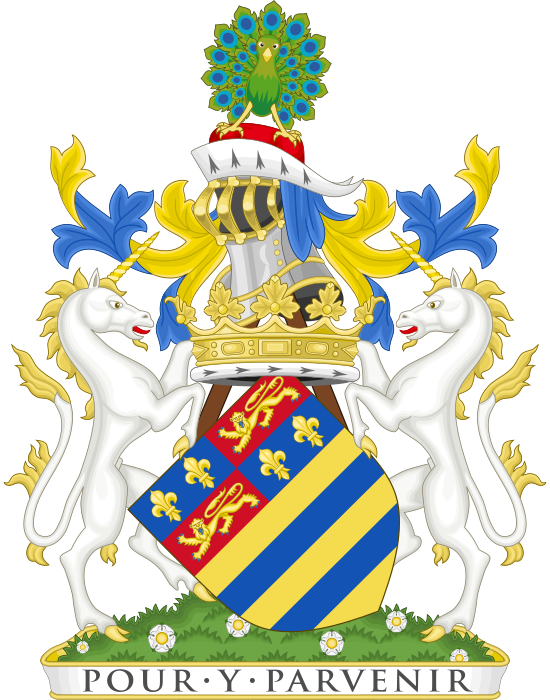
拉特蘭公爵紋章，以「為達成目標（Pour Y Parvenir）」為銘言。

1992年6月6日，當時仍是格蘭比侯爵的大衛·曼納斯和擔任室內設計師的艾瑪·沃特金斯在貝爾沃城堡舉行婚禮，艾瑪的父親是一名威爾斯農民。公爵和公爵夫人在2012年宣佈分居，但仍同住在貝爾沃城堡內的不同房間。二人育有兩子三女：
- 維奧萊特·戴安娜·路易絲·曼納斯女勳爵（英语：Lady Violet Manners）（1994年8月18日出生）
- 愛麗絲·路易莎·莉莉·曼納斯女勳爵（英语：Lady Alice Manners）（1995年4月27日出生）
- 伊麗莎·夏洛特·曼納斯女勳爵（1997年7月17日出生）
- 格蘭比侯爵查爾斯·約翰·蒙塔古·曼納斯（1999年7月3日出生）
- 休戈·威廉·詹姆斯·曼納斯勳爵（2003年7月24日出生）

公爵夫人艾瑪至今仍以執行長的身份參與貝爾沃城堡的營運，包括舉辦射擊派對、婚禮及傢俱等商業活動。

## 外部連結
- Hansard 1803–2005: 拉特蘭公爵大衛·曼納斯在國會中的貢獻

| 英格蘭貴族爵位         | 英格蘭貴族爵位        | 英格蘭貴族爵位 |
| ---------------------- | --------------------- | -------------- |
| 前任者： 查爾斯·曼納斯 | 拉特蘭公爵 1999年至今 | 現任           |